# Sindicatura de Comptes de les Illes Balears
La Sindicatura de Comptes de les Illes Balears és l'òrgan al qual correspon la fiscalització externa de l'activitat econòmica, financera i comptable del sector públic de les Illes Balears.

## Història
Aquest organisme té el seu origen en els oïdors de comptes, institució el naixement de la qual és paral·lel al de la instauració del Regne de Mallorca, que va comportar la introducció de modalitats municipals establertes a les comunitats políticament i socialment més avançades, com és el cas de Montpeller, Marsella i Gènova, que varen participar en la conquesta i el repoblament de Mallorca, i que es varen organitzar aquí segons el model de democràcia comunal implantat a les seves comunitats d'origen.
El principal punt de referència és la creació del municipi de la ciutat de Mallorca, mitjançant el privilegi del dia 27 de juliol del 1249, atorgat pel rei en Jaume, el qual instaura els jurats i concedeix la facultat per a recaptar imposts. Aquesta darrera prerrogativa va determinar el desenvolupament de tot un sistema de finances al Regne de Mallorca, destinat a satisfer la creixent despesa pública característica del segle xiv i xv.
La funció dels oïdors de comptes va anar ampliant-se i perfilant-se al llarg del segle xiv, amb l'autorització del rei Sanç de Mallorca, el 1315, i a les successives pragmàtiques dels anys 1380, 1387 i 1393, que disposaven, entre altres temes, que la competència per a elegir els oïdors de comptes, a l'àmbit insular, corresponia al Gran i General Consell, en acord adoptat per consens o mitjançant majoria de dos terços dels consellers assistents, la comesa dels quals era de fiscalitzar els comptes del clavari i dels qui haguessin administrat fons de la comunitat insular. S'establí també la col·laboració d'un escrivà i s'arribà fins i tot a fixar la remuneració dels oïdors de comptes.
Posteriorment, durant el segle xv, les pragmàtiques del 1440, del 1447 i del 1451 varen estructurar definitivament aquesta institució, i establiren, entre altres particularitats, la fórmula de jurament i promesa -jurau e prometeu- davant el governador o el lloctinent general del Regne de Mallorca (en funcions d'àlter ego del rei), d'aplicar la normativa vigent i de complir amb lleialtat el seu ofici.
És patent que els oïdors de comptes varen ser una institució políticament i socialment important en els tres nivells de l'administració comunitària del Regne -les universitats, el Sindicat de la Part Forana i el Gran i General Consell- i conformaren un peculiar i, per al seu temps, progressista i racional servei auditor, que va mantenir-ne la vigència fins a l'aplicació en el 1718 del Decret de Nova Planta de govern.

## Regulació
La Sindicatura de Comptes està recollida en l'article 82 de l'Estatut d'Autonomia de les Illes Balears de 2007 (en la redacció donada per la Llei Orgànica 1/2007, de 28 de febrer), i es regula per la Llei 4/2004, de 2 d'abril, de la Sindicatura de Comptes de les Illes Balears (publicada al BOIB núm. 50, de 10/04/2004). La mateixa Sindicatura es va dotar d'un Reglament de règim interior, aprovat per acord de la Comissió d'Hisenda i Pressuposts del Parlament de les Illes Balears de 26 d'abril de 2005 (BOIB núm. 78, de 21/05/2005).

## Organització

### Consell
El Consell és l'òrgan superior de la Sindicatura, i està integrat pel síndic major, que el presideix, els síndics i el secretari general, que actua amb veu però sense vot. Les reunions del Consell tenen caràcter reservat, i s'han de dur a terme sempre amb la convocatòria prèvia del síndic major, per iniciativa pròpia o quan ho sol·liciti de manera raonada algun dels membres.

### Síndic major
El síndic major és nomenat pel president de la Comunitat Autònoma, d'entre els síndics elegits pel Parlament, a proposta del Consell de la Sindicatura. Exerceix, entre d'altres, les funcions de representació de la institució davant qualsevol instància o administració, i la direcció superior del personal.

### Síndics
Els síndics són els òrgans unipersonals de la Sindicatura encarregats de dirigir les actuacions de control extern de les àrees que els hagin estat assignades. Actualment existeixen tres àrees: Àrea de  Consells Insulars i d'Entitats Locals, Àrea de l'Administració de la Comunitat Autònoma, i Àrea d'Organismes, Entitats i Empreses Públiques.

### Secretari general
El secretari general és l'òrgan encarregat de donar assistència tècnica i administrativa a la resta d'òrgans de la Sindicatura.

### Composició actual
La composició actual es va escollir en sessió celebrada dia 14 de setembre de 2021 pel Parlament de les Illes Balears:
- Síndic major: Hble. Sr. Joan Rosselló Villalonga[2]
- Síndic: Hble. Sr. Fernando Toll-Messía Gil
- Síndic: Hble. Sra. Maria Antònia Garcia Sastre
- Secretària general: Il·lma. Sra. Maria Eulàlia Mas Espinosa (des del 25 octubre 2021)

## Funcions
Són funcions de la Sindicatura de Comptes:
- La fiscalització externa de l'activitat economicofinancera i comptable del sector públic de les Illes Balears a l'efecte de determinar la seva fiabilitat, així com la seva regularitat, legalitat, eficàcia, eficiència i economia. A tal fi, s'entén com a sector públic:

1. L'Administració de la Comunitat Autònoma de les Illes Balears.
2. Els consells insulars i les entitats locals radicades a les Illes Balears.
3. La Universitat de les Illes Balears.
4. Qualsevol organisme, ens, entitat, fundació o empresa amb participació majoritària o domini efectiu, directe o indirecte, d'alguna de les entitats esmentades, independentment que es regeixin pel dret públic o privat.

- La instrucció de procediments jurisdiccionals per delegació del Tribunal de Comptes en els termes prevists en la seva Llei orgànica.
- La funció consultiva en relació amb els criteris a aplicar als supòsits concrets de la seva funció fiscalitzadora.

La Sindicatura també té competències per fiscalitzar la comptabilitat dels processos electorals autonòmics (Parlament de les Illes Balears i consells insulars).